# Alar del Rey
Alar del Rey – gmina w Hiszpanii, w prowincji Palencia, w Kastylii i León, o powierzchni 57,91 km². W 2011 roku gmina liczyła 1031 mieszkańców.